# طرخشقون أحمر الصدف
طرخشقون أحمر الصدف (باللاتينية: Taraxacum rubrisquameum) هو نوع نباتي يتبع جنس الطرخشقون من القبيلة الشيكورية.